# 2017年諾坎普奇蹟
2017年諾坎普奇蹟是歐洲冠軍聯賽史上最大比分的逆轉勝事件。西甲巴塞隆納足球俱樂部在在歐洲冠軍聯賽十六強賽第一戰0-4落後巴黎聖日耳曼足球俱樂部的情況下，於3月8日的第二戰用6-1（總比分6-5）戲劇性逆轉巴黎聖日耳曼獲得晉級八強資格。比賽過程的跌宕起伏使之被各主流媒體和球迷譽為近現代足球史上最偉大的逆轉。

## 球隊背景

### 歷史上的交鋒
這次比賽是巴塞隆納和巴黎聖日耳曼在歐洲冠軍聯賽淘汰賽第三次碰面，前兩次是在2012–13歐冠賽季的八強和2014–15歐冠賽季的八強。而前兩次的碰面都是巴塞隆納擊敗巴黎聖日耳曼取得晉級資格。

### 小組賽
兩支球隊在2016–17歐冠小組賽非常輕鬆地拿到了晉級淘汰賽的資格。在A組的巴黎聖日耳曼對上的是最終小組排名第一的兵工廠，小組第三名且落後巴黎聖日耳曼九分的盧多戈雷茨，和最後一名的巴塞爾。而巴塞隆納則是在C組以排名第一晉級淘汰賽，組內有落後六分的第二名曼城，第三名門興格拉德巴赫和最後一名塞爾提克。

### 第一戰
雙方在2016–17賽季交手的第一戰在2017年2月14日來到了巴黎的王子公園體育場，由巴黎聖日耳曼坐鎮主場。在此之前，巴黎聖日耳曼在法甲客場3-0戰勝波爾多，而巴塞隆納在西甲客場6-0戰勝阿拉維斯，可以說雙方都在火熱狀態。
十六強第一戰比賽中由迪馬里亞在第18分鐘踢進一顆由巴塞隆納烏姆蒂蒂防守犯規判罰的前場自由球。德拉克斯勒在第40分鐘由右路接到華拉堤的助攻，打球門左方進球。在第55分鐘，迪馬里亞於禁區外遠射入門。第72分鐘，卡瓦尼在禁區接到穆尼爾的助攻，打球門右方死角入球。比賽結束，巴黎聖日耳曼在主場4-0大勝巴塞隆納，而巴塞隆納全場只有一次射正球門。在歐冠淘汰賽歷史上從來沒有球隊在首回合四球落後的絕境下，第二戰能夠反勝晉級。此前57支首回合輸4比0的球隊無一例外出局。

## 第二戰

### 摘要
十六強第二戰於2017年3月8日主辦在巴塞隆納的諾坎普球場。再一次的，雙方都在國內聯賽拿下勝利。巴塞隆納在主場5-0戰勝維戈塞爾塔，而巴黎聖日耳曼也在主場1-0戰勝南錫體育會。
儘管主場球隊巴塞隆納已經四球落後，仍有96,290人湧入諾坎普球場觀看這場看似晉級無望的比賽。
比賽剛開始三分鐘蘇亞雷斯在禁區內攔截穆尼爾防守清出的球並頭槌入網，這是巴塞於歐聯賽場第二快的入球，比數為1比0。
在第40分鐘，伊涅斯塔在巴黎禁區底線處將快出界的球用腳跟勾回場內，在後的巴黎球員庫爾薩瓦想清出球，卻用右腳腳背把球送入自家大門，比數為2比0。
在第50分鐘，於巴黎的禁區外伊涅斯塔將球穿越穆尼爾給內馬爾，而穆尼爾在禁區內用頭絆倒內馬爾讓巴塞隆納取得一顆十二碼罰球。梅西主罰，球門勁射入球門左方，守門員特拉普猝不及防，比數為3比0，此時下半場才剛開始，而巴塞隆納距離追平僅僅只差一球，依球隊上半場的狀態來說大有可能。
然而，第62分鐘，巴黎取得一次自由球的機會，庫爾薩瓦接應傳球頭槌給卡瓦尼，卡瓦尼接應右腳外側勁射入網，比數為3比1。由於第一場巴塞隆納在巴黎沒有進球，卡瓦尼這一個寶貴的客場進球看似已經確保了巴黎的晉級資格：巴塞隆納此時雖已有三球進帳，但要晉級還需要至少再進三球，而時間只剩下30分鐘。
在第88分鐘，巴塞隆納在左路禁區外取得一顆自由球，內馬爾主罰，皮球直接旋入球門左上角，比數為4比1。
第90分鐘，裁判示意補時五分鐘。在補時第一分鐘，梅西在中場線附近挑傳找禁區內蘇亞雷斯，蘇亞雷斯被馬金尼歐斯推倒而巴塞隆納再次取得一顆十二碼罰球。這次改由內馬爾主罰，射球門右邊入網，比數為5比1。
在補時第四分鐘，巴塞守門員特－斯特根棄門而出（此時再不進球也是要輸）協助隊友進攻，並於巴黎半場中圈位置遭侵犯，巴塞隆納取得一顆自由球。內馬爾挑傳入禁區被擋下，但皮球彈回到內馬爾腳上，再次挑傳禁區，羅貝托在禁區內接應內馬爾挑傳，凌空用腳背把球送入網，比數為6比1，隨後比賽結束，巴黎完場前遭到絕殺。
最終巴塞隆納以總比分6-5逆轉擊敗巴黎聖日耳曼，史詩式獲得八強賽的資格。賽後各大媒體以「奇蹟」、「不可置信」、「振撼人心」等詞彙來形容這場比賽。

### 比賽細節
| 2017年3月8日 20:45 CET |

| 巴塞隆納                                                                                     | 6–1  | 巴黎聖日耳曼 |
| -------------------------------------------------------------------------------------------- | ---- | ------------ |
| - 蘇亞雷斯 3' - 庫爾薩瓦 40'（乌龙球） - 梅西 50'（） - 內馬爾 88', 90+1'（） - 羅貝托 90+5' | 報告 | - 卡瓦尼 62' |

| 諾坎普球場, 巴塞隆納 觀眾人數：96,290 ：德尼兹·艾泰金 (德國) |

| 巴塞隆納 | 巴黎聖日耳曼 |

| GK            | 1  | 德国         |     |     |
| CB            | 14 | 馬斯切拉諾   |     |     |
| CB            | 3  | 加泰罗尼亚   | 23' |     |
| CB            | 23 | 乌姆蒂蒂     |     |     |
| CDM           | 5  | 加泰罗尼亚   | 36' |     |
| RM            | 4  | 克罗地亚     | 61' | 84' |
| LM            | 8  | 伊涅斯塔 (c) |     | 65' |
| CAM           | 10 | 梅西         |     |     |
| RF            | 12 | 巴西         |     | 76' |
| CF            | 9  | 蘇亞雷斯     | 67' |     |
| LF            | 11 | 內馬爾       | 64' |     |
| 替補名單:     |    |              |     |     |
| GK            | 13 | 荷兰         |     |     |
| DF            | 20 | 羅貝托       |     | 76' |
| DF            | 18 | 加泰罗尼亚   |     |     |
| DF            | 19 | 迪治尼       |     |     |
| MF            | 21 | 葡萄牙       |     | 84' |
| MF            | 7  | 土耳其       |     | 65' |
| FW            | 17 | 柏高·艾卡沙  |     |     |
| 教練:         |    |              |     |     |
| 路易斯·恩里克 |    |              |     |     |

| GK          | 1  | 特拉普       |       |       |
| RB          | 12 | 穆尼爾       |       | 90+3' |
| CB          | 5  | 馬昆奴斯     | 90'   |       |
| CB          | 2  | (c)          |       |       |
| LB          | 20 | 庫爾薩瓦     |       |       |
| RDM         | 25 | 拉比歐特     |       |       |
| LDM         | 14 | 馬圖伊迪     | 5'    |       |
| RAM         | 7  | 盧卡斯       |       | 55'   |
| CAM         | 6  | 華拉堤       | 90+4' |       |
| LAM         | 23 | 德拉克斯勒   | 14'   | 75'   |
| ST          | 9  | 卡瓦尼       | 42'   |       |
| 替補球員:   |    |              |       |       |
| GK          | 16 | 法國         |       |       |
| DF          | 3  | 法國         |       |       |
| DF          | 19 | 奧里耶       |       | 75'   |
| MF          | 4  | 科里喬維亞克 |       | 90+3' |
| MF          | 21 | 本阿爾法     |       |       |
| MF          | 10 | 帕斯托雷     |       |       |
| MF          | 11 | 迪馬里亞     |       | 55'   |
| 教練:       |    |              |       |       |
| 烏奈·埃梅里 |    |              |       |       |

### 數據統計
| 數據統計   | 巴塞隆納 | 巴黎聖日耳曼 |
| ---------- | -------- | ------------ |
| 得分       | 6        | 1            |
| 射門       | 17       | 7            |
| 射正       | 7        | 3            |
| 撲救       | 2        | 5            |
| 控球率     | 65%      | 35%          |
| 傳球成功率 | 87%      | 73%          |
| 角球       | 6        | 4            |
| 犯規       | 16       | 25           |
| 越位       | 2        | 5            |
| 黃牌       | 5        | 5            |
| 紅牌       | 0        | 0            |

## 軼事
巴塞隆納主帥路易斯·恩里克在第二戰賽前的記者會豪言: 如果他們(巴黎)能進我們四球，我們可以進六球。
內馬爾曾在賽前和朋友打賭，自己在第二戰至少能進兩球。
内马尔在6次對陣巴黎聖日耳門中合共攻入7球，使巴黎成為內馬爾破門次數最多的歐聯對手。而接下來的夏天發生巴薩私下接觸聖日耳門球員維拉蒂企圖遊說轉會，苦主聖日耳門不惜以破紀錄2.22億歐元挖角他們的最大敵人——內馬爾。
絕殺自由球來自於巴黎球員對巴塞門將達史特根的犯規，位置在巴黎半場。
羅貝托攻入絕殺球時魯營球場錄得規模2.0小型地震。
巴塞隆納三個中堅平均站位俱在巴黎半場。
巴黎聖日耳曼在第85分鐘後僅錄得4次成功傳球，其中3次為中圈開球。